# Ota Benga
Ota Benga (cca 1883 – 20. března 1916) byl Konžan, pygmej z kmene Mbuti, známý pro svoji účast na Louisianské prodejní výstavě v St. Louis, Missouri v roce 1904 a tím, že byl vystaven v expozici lidské zoo v roce 1906 v Bronxské Zoo. Benga byl Samuelem Phillipsem Vernerem – výzkumníkem a podnikatelem v oblasti lovení afrických otroků do výstav, zakoupen od afrických otrokářů. Benga s Vernerem odcestoval do Spojených států. V Bronxské Zoo měl Benga zaručen volný pohyb předtím a potom, než byl vystaven v pavilonu Monkey House (česky opičí dům). Kromě krátké návštěvy Afriky společně s Vernerem po tom, co skončila výstava v St. Louis, Benga žil po zbytek života ve Spojených státech, převážně ve Virginii. 
Zobrazování člověka jiné než bílé rasy jako příkladu „dřívějších vývojových stádií“ lidské evoluce bylo na počátku 20. století poměrně obvyklé. Rasové teorie se často prolínaly s koncepty evoluční biologie. Afroamerické noviny po celých státech ostře protestovaly proti Bengově uvěznění. Doktor R. S. MacArthur, mluvčí delegace černošských církví, zaslal petici za propuštění Bengy z Bronxské zoo k rukou newyorského starosty.
Starosta propustil Bengu pod ochranu reverenda Jamese M. Gordona, ten dohlížel na sirotčinec Howard Colored v Brooklynu. V tomtéž roce Gordon poslal Bengu do Virginie, kde pro něj zakoupil americké oblečení a zařídil to, aby jeho zuby byly pokryty korunkami a on byl tak lépe připraven pro život v místní komunitě. Benga se naučil anglicky a začal pracovat, o několik let později, po vypuknutí první světové války byla zastavena osobní lodní doprava a to zabránilo jeho návratu do Afriky. Toto, stejně jako nelidské zacházení, kterému byl vystaven po většinu svého života, vedlo Bengu k pádu do depresí. V roce 1916 ve věku 32 let spáchal sebevraždu zastřelením se.

## Život

### Mládí
Jako člen kmene Mbuti, Ota Benga žil v rovníkových lesích v blízkosti řeky Kasai v tehdejším Belgickém Kongu. Kmen Mbutiů byl vyvražděn vojenskou jednotkou Force Publique, zřízenou králem Leopoldem II. Belgickým na domobranu a kontrolu domorodců v rámci práce a ve snaze využít velké zásoby kaučuku v Kongu. Benga ztratil ženu a dvě děti, přežil pouze proto, že byl na lovu, když jednotky Force Publique napadly jeho vesnici. Později byl zajat otrokáři.

## Podobný případ

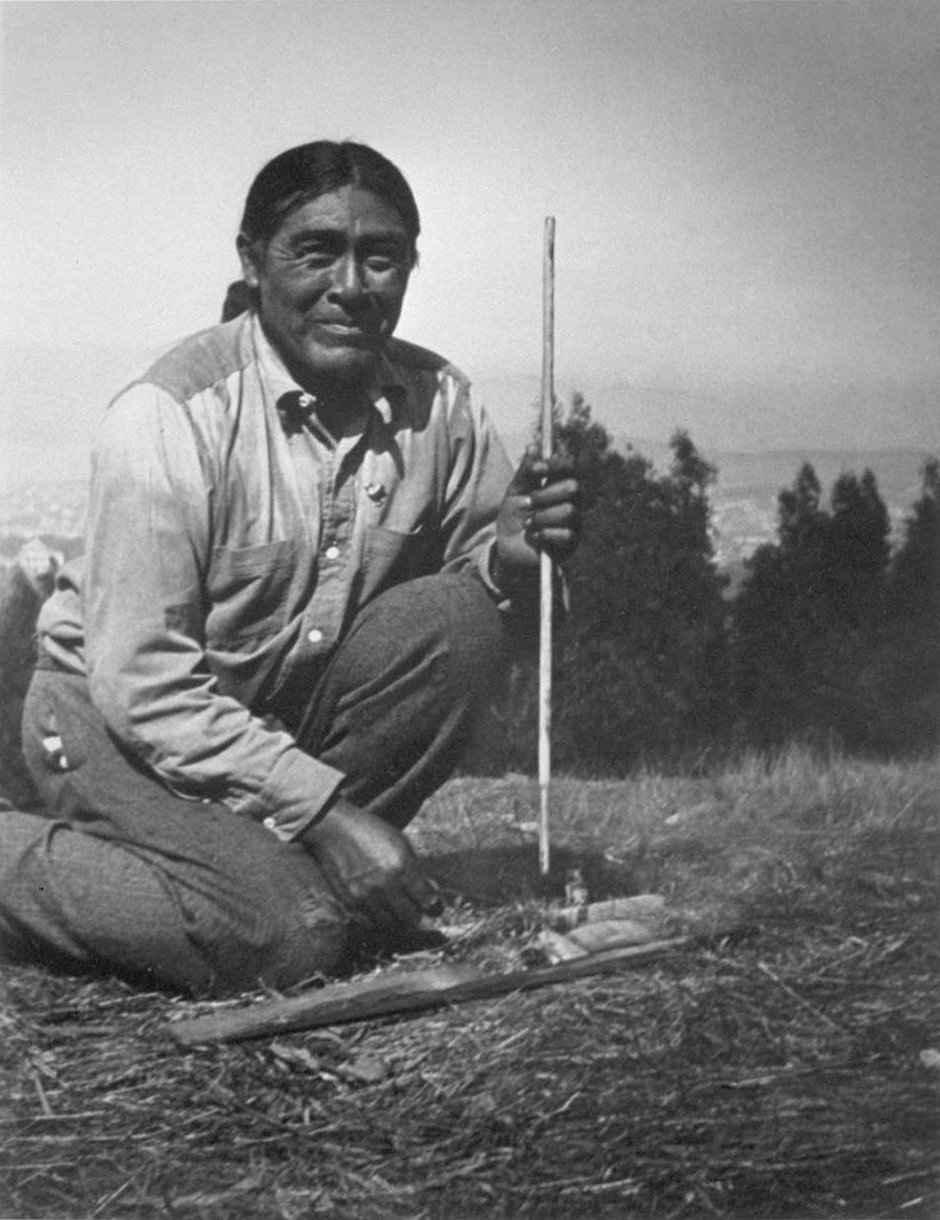
Iši, původní Američan, byl stejně jako Ota Benga vystaven v lidské zoo.

Podobnosti v případech vystavování byly pozorovány mezi péčí o Otu Bengu a Išiho. Ten byl posledním členem indiánského kmene Yahi a byl vystaven v Kalifornii zhruba ve stejném období. Iši zemřel dne 25. března 1916, pět dní po Otovi.